# Zona di Salvaguardia del Bosco delle Sorti - La Communa
La Zona di Salvaguardia del Bosco delle Sorti - La Communa è un'area naturale protetta della regione Piemonte nelle province di Alessandria e Asti. È classificata come Sito di Importanza Regionale (SIR) dal 2001.
Il principale motivo della tutela è dovuta alla presenza di Erica arborea in una delle zone più settentrionali dell’areale mediterraneo oceanico.

## Storia
Nel XIII secolo si hanno le prime testimonianze inerenti al territorio Communa che si identificava con il Bosco delle Sorti, allora chiamato Boscum Communis e   comprendeva territori a sud della strada della Valle del Cervino, a ovest dei Boschi di Mombaruzzo e a nord del Rivo del Ghisone e paesi quali Boscum Odofredi, Boscum Anglesii, Tabulata de Castagnolis, Roca Caudroni che attualmente non si riescono a localizzare con precisione.
Nel 1456 il marchese Guglielmo VIII del Monferrato conferma la concessione di tale area agli abitanti di Cassine. Circa 40 anni più tardi tali territori sono contesi dal Ducato di Milano ed il Marchesato di Monferrato. Nel 1599, dato che vengono definiti i confini tra i due contendenti, si delimita geograficamente la Communa e viene suddivisa in sette contrade, ciascuna delle quali era divisa in 28 lotti o sorti. 
Nel catasto figurato del 1794 sono censiti importanti presenze di castagni coltivati e una vasta foresta significativamente indicata "luogo dei lupi".
Nel 1821 viene regolamentata la zona della Communa e dopo una quarantina di anni si ha la privatizzazione del bosco con un atto notarile, sotto la supervisione del Tribunale di Alessandria.
Bisogna aspettare fino al 2001 per l'istituzione dell'area del "Bosco delle Sorti - La Communa" come zona di valorizzazione delle risorse naturali e paesaggistiche.

## Territorio
È situata tra i comuni  Alice Bel Colle, Cassine e Ricaldone in provincia di Alessandria, e di Bruno, Maranzana e Mombaruzzo in provincia di Asti.
Ha una superficie di circa 1819 ettari tra le propaggini dell'Appennino ligure-piemontese e la pianura padana e ha un'altitudine tra i 118 e i 311 metri sul livello del mare. 
L'area naturale è formata da colline coltivate a vitigni, la pianura è di origine alluvionale, mentre la zona appenninica è costituita da formazioni sedimentarie.

## Flora
L'area boschiva occupa circa 300 ettari dell'area naturale e si trova in corrispondenza dell'antica area dei Boschi delle Sorti. 
La vegetazione boschiva si differenzia a seconda delle zone climatiche. Sui crinali e nelle esposizioni al sole si riscontra la presenza di roverella (Quercus pubescens) e cerro (Quercus cerris), invece nelle esposizioni più fredde sono prevalenti la rovere (Quercus petraea), il castagno (Castanea), già censito nel catasto del 1794, e la farnia (Quercus robur). 
Ai margini di questi boschi si trovano, invece, piante infestanti quali la robinia (Robinia pseudoacacia), mentre la clematide (Clematis vitalba) e la verga d'oro maggiore (Solidago gigantea) sono considerate esotiche.
Il sottobosco è composto da quattro specie di ginestre: la ginestra dei carbonai (Cytisus scoparius), la Genista germanica, il citisio trifloro (Cytisus villosus) e la Genista cinerea; le prime due sono tipiche della brughiera mentre l'ultima è presente solo in Liguria e Piemonte tra l'Appennino ligure e le Alpi marittime. 
Tra le formazioni boschive si trovano coltivi, vigneti e prati.
Nell'area naturale è possibile trovare diverse specie di orchidee, tra cui l'orchide minore (Anacamptis morio), l'orchide sambucina (Dactylorhiza sambucina) e la plantatera verdastra (Platanthera chlorantha).
Nella zona settentrionale della riserva naturale è presente l'Erica arborea, pianta utilizzata per costruire pipe e scope.

## Fauna
La presenza di boschi cedui e il loro frazionamento hanno permesso una variegata popolazione faunistica.
Tra i mammiferi si possono osservare cinghiali (Sus scrofa), volpi, lepri europee (Lepus europaeus), faine (Martes foina) , tassi (Meles meles), ricci, scoiattoli, ghiri (Glis glis), toporagno e alcune specie di pipistrelli.
Se si considera l'avifauna è importante la presenza del picchio rosso, del picchio verde (Picus viridis), della civetta (Athene noctua), del gufo (Asio otus) e della poiana (Buteo buteo). Dato che è stata costruita nell'area naturale anche un'azienda faunistica-venatoria, altre specie di uccelli che si possono osservare sono il fagiano, la starna (Perdix perdix), la quaglia (Coturnix coturnix) e il germano reale (Anas platyrhynchos).